# Droga wojewódzka nr 580
Droga wojewódzka nr 580 (DW580) – droga wojewódzka łącząca Warszawę z Sochaczewem. Biegnie równoleżnikowo przez zachodnią część województwa mazowieckiego.
19 września 2019 roku na terenie Warszawy skrócono jej przebieg i od tego dnia biegnie tylko do Alei Prymasa Tysiąclecia.

## Miejscowości leżące przy trasie DW580
- Warszawa
- Stare Babice
- Borzęcin Duży
- Leszno
- Kampinos
- Wola Pasikońska
- Żelazowa Wola
- Sochaczew

Na terenie Warszawy prowadzi ulicami Górczewską i Leszno.